# Beriev Be-103
Dimensions
Le Beriev Be-103 est un hydravion russe réalisé par la société Beriev.

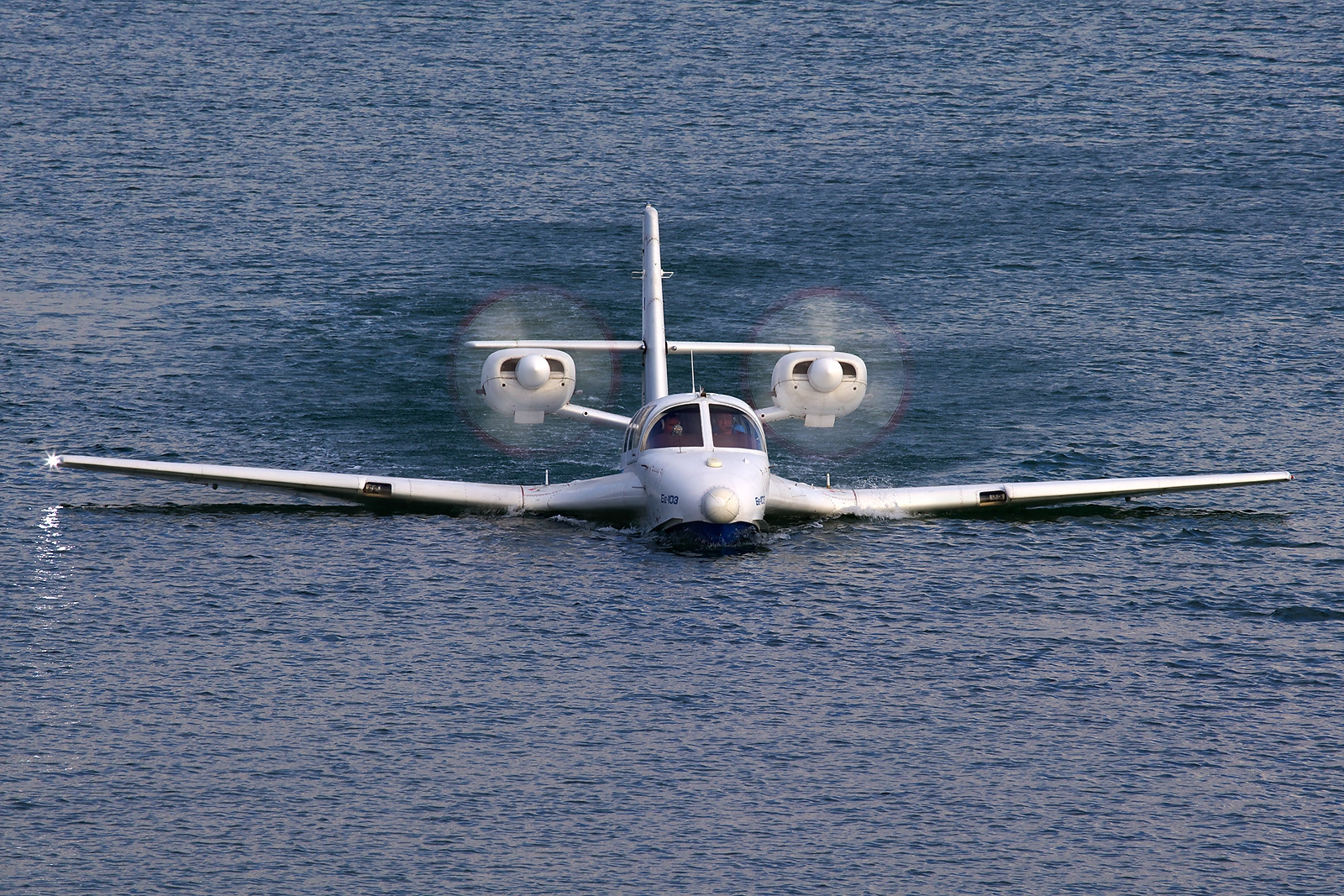
Un Be-130 sur un lac russe en 2010.